# 恰尔托雷斯基家族
恰尔托雷斯基家族（波蘭語：Czartoryscy）是一个拥有亲王爵位的立陶宛和鲁塞尼亚人家族。围绕着该家族，波兰立陶宛联邦曾建立过由其领衔的“家族党”。该家族是立陶宛大公格迪米纳斯的后裔。其祖先是格迪米纳斯之孙乔尔托里西克和沃里尼亚亲王康斯坦丁。
此家族在18世紀中後期的過半時間，主導了波蘭（虛弱的）中央政府的治國與權力方針，這凸出地表現在兩位波蘭國王任上──奧古斯特三世（1733-1763年在位）、斯坦尼斯瓦夫，此家族成為這兩位虛弱國王的強力靠山，對抗敵視王權的大權貴──波托茨基家族。面對1760年代末惡毒凶險的外部壓力，此家族終於在1770年代累積足夠的輿論聲量和能量，針對癱瘓中央政府的貴族霸權體制進行改革，發起中央集權化運動（如1791年的中央集權的五三憲法新體制），但這也招致反對派貴族聯盟──以老對手波托茨基家族為首的強烈抵制，這兩家的鬥爭幾乎貫串了18世紀的波蘭政局，也見證了集權化失敗後的波蘭亡國結局。